# 朝倉震陵
朝倉 震陵（あさくら しんりょう、寛政10年（1798年）- 明治4年11月29日（1872年1月9日））は、江戸時代の人物。徳山藩の御用絵師。
朝倉家は代々徳山藩に御用絵師として仕え、震陵はその5代目に当たる。父は徳山藩の絵図方も務めた朝倉南陵。兄に朝倉右仲がおり、震陵は三男。名は直逞。三郎、喜作、八代吉、牧太、奇石軒と称し、号は震山、震陵、後に等璘と号する。
幼時は父･南陵の指導を受けたが、後に萩へ赴き雲谷派の雲谷等徽に師事し、さらに江戸へ遊学して谷文晃のもとで7年間修業した。
文政4年（1821年）、父に命じられ、江戸の伊能忠敬の家に都濃郡図の写し取りに赴いている。天保2年（1831年）11月、父の隠居に伴い家督を相続し、徳山藩に仕え、明治4年11月29日に74歳で没する。戒名は「奇石軒震陵等璘居士」。
震陵は、父･南陵の歴代藩主の肖像七幅を手伝ったのをはじめ、花鳥・人物・山水に多くの作品を残しており、特に山水に優れていたとされる。
昭和60年（1985年）11月には、徳山市文化会館展示室において、「朝倉南陵・震陵展」が開催された。また、現在、周南市にある建咲院の宝物館には朝倉南陵、震陵の絵画が展示されている。